# Schrott (calciatore)
 Schrott (fl. XX secolo) è stato un calciatore austriaco, di ruolo centrocampista.

## Carriera
Con l'Alba Roma disputa 12 gare con 2 gol all'attivo nel campionato di Prima Divisione 1924-1925.